# Masteria modesta
Espèce
Synonymes
- Accola modesta Simon, 1892

Masteria modesta est une espèce d'araignées mygalomorphes de la famille des Dipluridae.

## Distribution
Cette espèce est endémique de l'île de Saint-Vincent à Saint-Vincent-et-les-Grenadines.

## Description
La femelle holotype mesure 8 mm.

## Publication originale
- Simon, 1892 : On the spiders of the island of St. Vincent. Part 1. Proceedings of the Zoological Society of London, vol. 1891, p. 549-575 (texte intégral).